# Israelische Badminton-Mannschaftsmeisterschaft
Israelische Badminton-Mannschaftsmeisterschaften werden seit 1977 ausgetragen.

## Die Titelträger
| Saison    | Sieger                  |
| --------- | ----------------------- |
| 1977      | Maccabi Aschdod         |
| 1978      | Maccabi Kiron           |
| 1979      | Maccabi Aschdod         |
| 1980      | Maccabi Aschdod         |
| 1981      | Maccabi Aschdod         |
| 1982      | Maccabi Aschdod         |
| 1983      | Maccabi Aschdod         |
| 1984      | Maccabi Aschdod         |
| 1985      | Hapoel Pardes Hannah    |
| 1986      | Maccabi Aschdod         |
| 1987      | Maccabi Aschdod         |
| 1988      | Maccabi Rischon LeZion  |
| 1989      | Maccabi Rischon LeZion  |
| 1990      | Maccabi Rischon LeZion  |
| 1991      | Maccabi Rischon LeZion  |
| 1992      | Maccabi Rischon LeZion  |
| 1993      | Maccabi Aschdod         |
| 1994      | Maccabi Aschdod         |
| 1995      | Maccabi Aschdod         |
| 1996      | Maccabi Aschdod         |
| 1997      | Hapoal Pardes Hannah    |
| 1998      | Maccabi Rischon LeZion  |
| 1999      | Maccabi Pardes Hannah   |
| 2000      | Maccabi Rischon LeZion  |
| 2001      | Maccabi Pardes Hannah   |
| 2002      | Maccabi Aschdod         |
| 2003      | Maccabi Rischon LeZion  |
| 2004      | Maccabi Rischon LeZion  |
| 2005      | Maccabi Aschdod         |
| 2006      | Maccabi Kfar HaMaccabia |
| 2007      | Maccabi Rischon LeZion  |
| 2008      | Maccabi Rischon LeZion  |
| 2009      | Hapoel Or Akiva-Cecaria |
| 2010      | Maccabi Rischon LeZion  |
| 2011      | Hapoel Or Akiva-Cecaria |
| 2012      | Kadur Notza Petah Tikva |
| 2013 2014 | keine Daten             |
| 2015      | Maccabi Rischon LeZion  |
| 2016      | Maccabi Rischon LeZion  |
| 2017      | Maccabi Rischon LeZion  |
| 2018      | Maccabi Rischon LeZion  |
| 2019      | Maccabi Rischon LeZion  |
| 2020      | nicht ausgetragen       |
| 2021      | Maccabi Rischon LeZion  |
| 2022      | Hatzor                  |
| 2023 2024 | keine Daten             |